# Mike Myers (baloncestista)
Michael Charles "Mike" Myers (Camden, Nueva Jersey, 2 de julio de 1992) es un jugador de baloncesto estadounidense que pertenece a la plantilla del SC Prometey de la Superliga de Ucrania. Con 2,05 metros de estatura, juega en la posición de ala-pívot. 

## Trayectoria deportiva

### Universidad
Jugó dos años en el Community College de Angelina en Lufkin, Texas, donde en su segunda temporada fue incluido en el segundo equipo All-American de la NJCAA tras promediar 20,3 puntos y 9,1 rebotes por partido.
Fue posteriormente transferido a los Hawks de la Universidad de Maryland Eastern Shore, donde pasó una primera temporada sin jugar, mientras que en la segunda promedió 15,8 puntos, 7,0 rebotes y 1,4 asistencias por partido. Esa temporada fue incluido en el tercer mejor quinteto de la Mid-Eastern Athletic Conference.

### Profesional
Tras no ser elegido en el Draft de la NBA de 2015, en octubre firmó su primer contrato profesional con los Helsinki Seagulls de la Korisliiga finesa, pero solo llegó a disputar dos partidos, en los que promedió 4,5 puntos y 3,0 rebotes, siendo posteriormente despedido. A finales de ese mismo mes firmó a prueba con el Rapla KK de la liga estonia, donde a pesar de que en los dos partidos de liga que disputó promedió 17 puntos y 8 rebotes, no convenció.
En noviembre fichó por el JSA Bordeaux Basket de la NM1, la tercera división francesa, donde acabó por fin la temporada promediando 16,8 puntos y 8,7 rebotes por partido.
En agosto de 2016 fichó por el Mens Sana Basket 1871 de la Serie A2 italiana, donde en su primera temporada promedió 16,0 puntos y 8,9 rebotes por encuentro.